# Петър Бонев (гайдар)
Вижте пояснителната страница за други личности с името Петър Бонев.
Петър Бонев е български музикант, гайдар. От 90-те години на XX век свири на различни обществени места вСофия, стария Несебър, Ямбол и в други страни.
На международно ниво гайдарят разнася славата на народните песни и музикални инструменти във Франция, Австрия и Германия. Дори стига и до Делхи и до Чандигарх в района на щата Пенджаб. В репертоара му са песни като „Ибиш ага болен лежи“, „Излел е Дельо хайдутин“, „Лале ли си, зюмбюл ли си“ и...музиката на Нино Рота (The Godfather Suite). Твърде често изпълненията придружава със звън на чановете си и кратки речитативи.
Майсторът намира, че най-добрият звук, който някога е произвел със собствената си гайда, е при изпълненията му в Парижкото метро, че най-благодарни слушатели са германците и че трудният занаят на гайдарството се усъвършенства на улицата. За него казват:
| „ | Когато Петър Бонев свири, Господ протяга дясната си ръка и го погалва по главата. С лявата си ръка погалва всички останали... | “ |

Информационният портал „Дойче веле“ – България издава краткото видео интервю с Петър Бонев „Когато гайдата засвири в парижкото метро…“ на 6 декември 2019 година с автор Иван Кулеков. Атанас Вълков го включва във свой филм заради неговия „много оригинален стил, наистина е уникален“.

## Музикални издания
- CD „Живи въглени“ – 2005[9]

## Цитати
„Гайдата е подарък от небето. На нас хората ни е даден този подарък, когато ни е тежко да не си прережем вените и да не си сложим въжето.“
„Един народ, който не знае песните си, не съществува.“